# Liste der Disney-Filme
Dies ist eine lose Übersicht der Filmproduktionen der Walt Disney Company (WDC).

## Silly-Symphonies-Filme
| Veröffentlichung | Originaltitel                | Deutscher Titel                     | Regisseur       | Anmerkungen |
| ---------------- | ---------------------------- | ----------------------------------- | --------------- | --- |
| 22. Aug. 1929    | The Skeleton Dance           | Tanz der Skelette                   | Walt Disney     | erster Silly-Symphonies-Cartoon |
| 26. Sep. 1929    | El terrible Toreador         | Auf in den Kampf, Torero            | Walt Disney     | |
| 24. Okt. 1929    | Springtime                   | Frühling                            | Walt Disney     | erster von vier Cartoons über die Jahreszeiten |
| 30. Okt. 1929    | Hell’s Bells                 | Höllenzauber                        | Ub Iwerks       | erster Silly-Symphonies-Cartoon von Ub Iwerks |
| 16. Dez. 1929    | The Merry Dwarfs             | Die närrischen Zwerge               | Walt Disney     | |
| 16. Jan. 1930    | Summer                       | Sommer                              | Ub Iwerks       | |
| 15. Feb. 1930    | Autumn                       | Herbst                              | Ub Iwerks       | |
| 20. März 1930    | Cannibal Capers              | Kannibalen                          | Burt Gillett    | erste Regiearbeit Burt Gilletts |
| 28. Apr. 1930    | Night                        | Nacht                               | Walt Disney     | |
| 21. Juni 1930    | Frolicking Fish              | Fische auf der Flucht               | Burt Gillett    | |
| 27. Juni 1930    | Arctic Antics                | Die Seehunde und die Pinguine       | Ub Iwerks       | Iwerks letzte Regiearbeit für Disney |
| 16. Aug. 1930    | Midnight in a Toy Shop       | Nachts im Spielzeugladen            | Wilfred Jackson | Jacksons erster Silly-Symphonies-Cartoon |
| 26. Sep. 1930    | Monkey Melodies              | Affen – Melodien                    | Burt Gillett    | |
| 30. Okt. 1930    | Winter                       | Winter                              | Burt Gillett    | letzter Cartoon über die vier Jahreszeiten |
| 27. Dez. 1930    | Playful Pan                  | Waldbrand                           | Burt Gillett    | |
| 3. Feb. 1931     | Birds of a Feather           | Gleich und gleich gesellt sich gern | Burt Gillett    | |
| 16. Apr. 1931    | Mother Goose Melodies        | Melodien von Mutter Gans            | Burt Gillett    | |
| 23. Mai 1931     | The China Plate              | Der chinesische Teller              | Wilfred Jackson | |
| 30. Juni 1931    | The Busy Beavers             | Die fleißigen Biber                 | Wilfred Jackson | |
| 28. Juli 1931    | The Cat’s Out                | Die Katze ist draußen               | Wilfred Jackson | |
| 27. Aug. 1931    | Egyptian Melodies            | Ägyptische Melodien                 | Wilfred Jackson | |
| 28. Sep. 1931    | The Clock Store              | Tanz der Uhren                      | Wilfred Jackson | |
| 16. Okt. 1931    | The Spider and the Fly       | Die Spinne und die Fliege           | Wilfred Jackson | |
| 21. Okt. 1931    | The Fox Hunt                 | Die Fuchsjagd                       | Wilfred Jackson | unter dem gleichen Titel wurde 1938 ein Cartoon mit Donald Duck und Goofy veröffentlicht                                                            |
| 17. Dez. 1931    | The Ugly Duckling            | Das hässliche Entlein               | Wilfred Jackson | basierend auf Hans Christian Andersens gleichnamigen Märchen; ein Remake wurde 1939 in Farbe veröffentlicht                                         |
| 16. Jan. 1932    | The Bird Store               | Gesang und Tanz im Vogelgeschäft    | Wilfred Jackson | |
| 9. Juli 1932     | The Bears and Bees           | Von Bären und Bienen                | Wilfred Jackson | |
| 30. Juli 1932    | Just Dogs                    | Hunde                               | Burt Gillett    | erster Auftritt von Pluto ohne Micky Maus |
| 30. Juli 1932    | Flowers and Trees            | Von Blumen und Bäumen               | Burt Gillett    | erster Film im neuen 3-Farben-Druck von Technicolor; erster Oscar-Gewinner in der Kategorie Bester animierter Kurzfilm                              |
| 10. Sep. 1932    | King Neptune                 | König Neptun                        | Burt Gillett    | |
| 1. Okt. 1932     | Bugs in Love                 | Marienkäfer verliebt                | Burt Gillett    | letzter Silly-Symphonies-Cartoon in Schwarzweiß |
| 19. Nov. 1932    | Babes in the Woods           | Abenteuer im Zauberland             | Burt Gillett    | basierend auf dem Märchen Hänsel und Gretel |
| 10. Dez. 1932    | Santa’s Workshop             | Die Werkstatt vom Weihnachtsmann    | Wilfred Jackson | |
| 11. März 1933    | Birds in the Spring          | Vögel im Frühling                   | David Hand      | |
| 8. Apr. 1933     | Father Noah’s Ark            | Die Arche Noah                      | Wilfred Jackson | |
| 27. Mai 1933     | Three Little Pigs            | Die drei kleinen Schweinchen        | Burt Gillett    | ausgezeichnet mit dem Oscar für den Besten animierten Kurzfilm; 2007 in das National Film Registry aufgenommen                                      |
| 29. Juli 1933    | Old King Cole                | Der Märchenkönig                    | David Hand      | |
| 19. Aug. 1933    | Lullaby Land                 | Lullaby Land                        | Wilfred Jackson | |
| 16. Sep. 1933    | The Pied Piper               | Der Rattenfänger von Hameln         | Wilfred Jackson | |
| 9. Dez. 1933     | The Night Before Christmas   | Der Weihnachtsmann kommt            | Wilfred Jackson | Fortsetzung von Die Werkstatt vom Weihnachtsmann |
| 13. Jan. 1934    | The China Shop               | Nächtlicher Kampf im Porzellanladen | Wilfred Jackson | |
| 10. Feb. 1934    | The Grasshopper and the Ants | Die Heuschrecke und die Ameisen     | Wilfred Jackson | |
| 24. März 1934    | Funny Little Bunnies         | Im Tal der Osterhasen               | Wilfred Jackson | |
| 14. Apr. 1934    | The Big Bad Wolf             | Der große böse Wolf                 | Burt Gillett    | erste Fortsetzung von Die drei kleinen Schweinchen                                                                                                  |
| 9. Juni 1934     | The Wise Little Hen          | Die kluge kleine Henne              | Wilfred Jackson | Donald Ducks erster Auftritt |
| 14. Juli 1934    | The Flying Mouse             | Die fliegende Maus                  | David Hand      | |
| 1. Sep. 1934     | Peculiar Penguins            | Der verliebte Pinguin               | Wilfred Jackson | |
| 3. Nov. 1934     | The Goddess of Spring        | Der Raub der Frühlingsgöttin        | Wilfred Jackson | |
| 5. Jan. 1935     | The Tortoise and the Hare    | Die Schildkröte und der Hase        | Wilfred Jackson | ausgezeichnet mit dem Oscar als Bester animierter Kurzfilm                                                                                          |
| 22. März 1935    | The Golden Touch             | Die glückliche Hand                 | Walt Disney     | Walt Disneys letzte Regiearbeit |
| 20. Apr. 1935    | The Robber Kitten            | Der kleine Räuber                   | David Hand      | |
| 11. Mai 1935     | Water Babies                 | Wasserbabies                        | Wilfred Jackson | |
| 25. Mai 1935     | The Cookie Carnival          | Die Kuchenkönigin                   | Ben Sharpsteen  | |
| 29. Juni 1935    | Who Killed Cock Robin        | Wer schoss auf Robin?               | David Hand      | Oscarnominierung als Bester animierter Kurzfilm |
| 5. Okt. 1935     | Music Land                   | Musik-Land                          | Wilfred Jackson | |
| 26. Okt. 1935    | Three Orphan Kittens         | Die drei kleinen Waisenkätzchen     | David Hand      | ausgezeichnet mit dem Oscar als Bester animierter Kurzfilm                                                                                          |
| 30. Nov. 1935    | Cock o’ the Walk             | Der eingebildete Hahn               | Ben Sharpsteen  | |
| 14. Dez. 1935    | Broken Toys                  | Zerbrochene Spielzeuge              | Ben Sharpsteen  | |
| 28. März 1936    | Elmer Elephant               | Elmer Elefant                       | Wilfred Jackson | |
| 14. Apr. 1936    | Three Little Wolves          | Die drei kleinen Wölfe              | David Hand      | zweite Fortsetzung von Die drei kleinen Schweinchen                                                                                                 |
| 22. Aug. 1936    | Toby Tortoise Returns        | Toby Schildkröt schlägt sie alle    | Wilfred Jackson | Fortsetzung zu Die Schildkröte und der Hase |
| 26. Sep. 1936    | Three Blind Mouseketeers     | Die drei blinden Mausketiere        | David Hand      | |
| 31. Okt. 1936    | The Country Cousin           | Der Vetter vom Lande                | Wilfred Jackson | ausgezeichnet mit dem Oscar als Bester animierter Kurzfilm                                                                                          |
| 14. Nov. 1936    | Mother Pluto                 | Mutter Pluto                        | Wilfred Jackson | der zweite Silly-Symphonies-Film mit Pluto als Hauptdarsteller                                                                                      |
| 19. Dez. 1936    | More Kittens                 | Die Kätzchenplage                   | David Hand      | Fortsetzung von Drei kleine Waisenkätzchen |
| 13. März 1937    | Woodland Café                | Das swingende Ballhaus              | Wilfred Jackson | |
| 15. Mai 1937     | Little Hiawatha              | Klein Adlerauge                     | David Hand      | |
| 5. Nov. 1937     | The Old Mill                 | Die alte Mühle                      | Wilfred Jackson | ausgezeichnet mit dem Oscar als Bester animierten Kurzfilm; erster Einsatz von Disneys Multiplan-Kamera                                             |
| 1. Apr. 1938     | Moth and the Flame           | Die Motte und die Flamme            | Burt Gillett    | |
| 27. Mai 1938     | Wynken, Blynken and Nod      | Das Zauberschiff                    | Graham Heid     | |
| 14. Okt. 1938    | Farmyard Symphony            | Eine Farm voller Melodien           | Jack Cutting    | |
| 9. Dez. 1938     | Merbabies                    | Meer-Babys                          | Rudolf Ising    | eine Produktion des Harman-Ising-Studios für Disney; Fortsetzung von Wasserbabies                                                                   |
| 23. Dez. 1938    | Mother Goose Goes Hollywood  | Mutter Gans auf Hollywood Reise     | Wilfred Jackson | Oscarnominierung als Bester animierter Kurzfilm |
| 24. Feb. 1939    | The Practical Pig            | Schweinchen Schlau                  | Dick Rickard    | dritte Fortsetzung von Die drei kleinen Schweinchen (1)                                                                                             |
| 7. Apr. 1939     | The Ugly Duckling            | Das hässliche Entlein               | Jack Cutting    | letzter Film der Silly-Symphonies-Reihe; (1) ausgezeichnet mit dem Oscar als Bester animierter Kurzfilm; Remake des gleichnamigen Cartoons von 1931 |

## Kinoproduktionen der „Meisterwerke“-Reihe
Die meisten Kinoproduktionen werden von der WDC aus Marketinggründen als „Walt Disney Meisterwerke“ geführt, worunter die bisher 61 Animationsfilme der Walt Disney Animation Studios fallen. Offiziell nicht in diese Reihe gehören unter anderem Filme zu Fernsehserien (zum Beispiel Goofy – Der Film), Realfilme mit kurzen Zeichentrickteilen (zum Beispiel Mary Poppins) oder für den Video-Markt produzierte Filme (zum Beispiel Der König der Löwen 2). Einige von ihnen haben eine filmhistorische Bedeutung, wie zum Beispiel Fantasia von 1940 – der erste abendfüllende Trickfilm, der die Musik in den Vordergrund stellte.
Make Mine Music und Fröhlich, Frei, Spaß dabei haben beide in der Nummerierung von Disney die Nummer „8“ erhalten, ebenso haben Raya und der letzte Drache und Encanto in der Nummerierung von Disney beide die Nummer „59“ erhalten, weshalb die tatsächliche Anzahl der Filme zwei mehr beträgt.
Seit 2005 werden auch die von Disney produzierten computeranimierten Filme in der Liste mitgezählt, der erste war Himmel und Huhn, der als 45. Meisterwerk gezählt wird.
2009 wurde der Disney-Film Dinosaurier nachträglich in den offiziellen Kanon aufgenommen, sodass sich alle weiteren Filme dieser Reihe um eine Nummer nach hinten verschieben.
In Deutschland werden jedoch auf VHS und DVD oft auch die restlichen Disney-Zeichentrickfilme sowie Real-und-Trick-Mischfilme als Meisterwerk vertrieben, weshalb sich der Begriff in Deutschland nicht so stark etabliert hat.
2017 wurde mit der deutschen Veröffentlichung der Disney Classics Collection begonnen, die bereits in den Vorjahren in anderen Ländern erschienen ist. Bestandteil der Collection sind Filme der Walt Disney Animation Studios. Mit der Veröffentlichung wurde die bisherige „Moratorium“-Strategie aufgegeben. Die Filme erschienen in einheitlichem Design auf DVD und Blu-ray, wobei insgesamt neun Filme nur auf DVD veröffentlicht wurden. Von einigen von ihnen existieren aber Blu-ray-Versionen in anderen Ländern. Im deutschen Sprachraum wurde der Film Make Mine Music aus der Classics-Reihe genommen und nicht veröffentlicht. Auch wenn stattdessen Tierisch wild in der vierten Elfer-Welle im Januar 2018 erschien, ist er nicht Teil der Meisterwerk-Reihe, da der Film in den USA nicht als Meisterwerk zählt und von einem anderen Animationsstudio produziert wurde.
| Nr. USA                           | Nr. DEU | Jahr | Titel                                         | Regisseur(e)                                                 | Fortsetzung(en) als Kinofilme bzw. Direct-to-Video-Produktionen | Realverfilmung(en)                                             |
| --------------------------------- | ------- | ---- | --------------------------------------------- | ------------------------------------------------------------ | --- | -------------------------------------------------------------- |
| 1                                 | 1       | 1937 | Schneewittchen und die sieben Zwerge          | David D. Hand                                                | | Schneewittchen                                                 |
| 2                                 | 2       | 1940 | Pinocchio                                     | Ben Sharpsteen, Hamilton Luske                               | | Pinocchio                                                      |
| 3                                 | 3       | 1940 | Fantasia                                      | Ben Sharpsteen, Samuel Armstrong                             | Fantasia 2000 |                                                                |
| 4                                 | 4       | 1941 | Dumbo                                         | Ben Sharpsteen                                               | | Dumbo                                                          |
| 5                                 | 5       | 1942 | Bambi                                         | David D. Hand                                                | Bambi 2 – Der Herr der Wälder |                                                                |
| 6                                 | 6       | 1943 | Saludos Amigos                                | Bill Roberts, Jack Kinney                                    | Drei Caballeros |                                                                |
| 7                                 | 7       | 1944 | Drei Caballeros                               | Clyde Geronimi, Norman Ferguson                              | Fortsetzung zu Saludos Amigos |                                                                |
| 8                                 | -       | 1946 | Make Mine Music                               | Clyde Geronimi, Bob Cormack                                  | |                                                                |
| 9                                 | 8       | 1947 | Fröhlich, Frei, Spaß dabei                    | Jack Kinney, Hamilton Luske, William Morgan, Bill Roberts    | |                                                                |
| 10                                | 9       | 1948 | Musik, Tanz und Rhythmus                      | Clyde Geronimi, Wilfred Jackson, Jack Kinney, Hamilton Luske | |                                                                |
| 11                                | 10      | 1949 | Die Abenteuer von Ichabod und Taddäus Kröte   | Clyde Geronimi, Jack Kinney                                  | |                                                                |
| 12                                | 11      | 1950 | Cinderella                                    | Clyde Geronimi, Wilfred Jackson                              | Cinderella 2 – Träume werden wahr, Cinderella – Wahre Liebe siegt | Cinderella                                                     |
| 13                                | 12      | 1951 | Alice im Wunderland                           | Clyde Geronimi, Hamilton Luske, Wilfred Jackson              | | Alice im Wunderland, Alice im Wunderland: Hinter den Spiegeln  |
| 14                                | 13      | 1953 | Peter Pan                                     | Clyde Geronimi, Hamilton Luske                               | Peter Pan: Neue Abenteuer in Nimmerland, Tinker Bell, Tinkerbell – Die Suche nach dem verlorenen Schatz, Tinkerbell – Ein Sommer voller Abenteuer, Das Geheimnis der Feenflügel, Tinkerbell und die Piratenfee, Tinkerbell und die Legende vom Nimmerbiest                                                                                                  | Peter Pan & Wendy                                              |
| 15                                | 14      | 1955 | Susi und Strolch                              | Clyde Geronimi, Hamilton Luske, Wilfred Jackson              | Susi und Strolch 2: Kleine Strolche – Großes Abenteuer | Susi und Strolch                                               |
| 16                                | 15      | 1959 | Dornröschen                                   | Clyde Geronimi                                               | | Maleficent – Die dunkle Fee, Maleficent: Mächte der Finsternis |
| 17                                | 16      | 1961 | 101 Dalmatiner                                | Wolfgang Reitherman                                          | 101 Dalmatiner Teil 2 – Auf kleinen Pfoten zum großen Star! | 101 Dalmatiner, 102 Dalmatiner, Cruella                        |
| 18                                | 17      | 1963 | Die Hexe und der Zauberer                     | Wolfgang Reitherman                                          | |                                                                |
| 19                                | 18      | 1967 | Das Dschungelbuch                             | Wolfgang Reitherman                                          | Das Dschungelbuch 2 | Das Dschungelbuch, The Jungle Book                             |
| 20                                | 19      | 1970 | Aristocats                                    | Wolfgang Reitherman                                          | |                                                                |
| 21                                | 20      | 1973 | Robin Hood                                    | Wolfgang Reitherman                                          | |                                                                |
| 22                                | 21      | 1977 | Die vielen Abenteuer von Winnie Puuh          | Wolfgang Reitherman, John Lounsbery                          | Winnie Puuh auf großer Reise, Winnie Puuh – Lustige Jahreszeiten im Hundertmorgenwald, Tiggers großes Abenteuer, Winnie Puuh – Honigsüße Weihnachtszeit, Ferkels großes Abenteuer, Winnie Puuh – Spaß im Frühling, Heffalump – Ein neuer Freund für Winnie Puuh, Winnie Puuhs Gruselspaß mit Heffalump, Winnie Puuh                                         | Christopher Robin                                              |
| 23                                | 22      | 1977 | Bernard und Bianca – Die Mäusepolizei         | Wolfgang Reitherman, Art Stevens, John Lounsbery             | Bernard und Bianca im Känguruland |                                                                |
| 24                                | 23      | 1981 | Cap und Capper                                | Art Stevens, Ted Berman                                      | Cap und Capper 2 – Hier spielt die Musik |                                                                |
| 25                                | 24      | 1985 | Taran und der Zauberkessel                    | Ted Berman, Richard Rich                                     | |                                                                |
| 26                                | 25      | 1986 | Basil, der große Mäusedetektiv                | John Musker, Ron Clements                                    | |                                                                |
| 27                                | 26      | 1988 | Oliver & Co.                                  | George Scribner                                              | |                                                                |
| 28                                | 27      | 1989 | Arielle, die Meerjungfrau                     | John Musker, Ron Clements                                    | Arielle, die Meerjungfrau 2 – Sehnsucht nach dem Meer, Arielle, die Meerjungfrau – Wie alles begann | Arielle, die Meerjungfrau                                      |
| 29                                | 28      | 1990 | Bernard und Bianca im Känguruland             | Mike Gabriel, Hendel Butoy                                   | Fortsetzung zu Bernard und Bianca – Die Mäusepolizei |                                                                |
| 30                                | 29      | 1991 | Die Schöne und das Biest                      | Gary Trousdale, Kirk Wise                                    | Die Schöne und das Biest – Weihnachtszauber, Belles zauberhafte Welt | Die Schöne und das Biest                                       |
| 31                                | 30      | 1992 | Aladdin                                       | John Musker, Ron Clements                                    | Dschafars Rückkehr, Aladdin und der König der Diebe | Aladdin                                                        |
| 32                                | 31      | 1994 | Der König der Löwen                           | Roger Allers, Rob Minkoff                                    | Der König der Löwen 2 – Simbas Königreich, Der König der Löwen 3 – Hakuna Matata | Der König der Löwen, Mufasa: Der König der Löwen               |
| 33                                | 32      | 1995 | Pocahontas                                    | Mike Gabriel, Eric Goldberg                                  | Pocahontas 2 – Die Reise in eine neue Welt |                                                                |
| 34                                | 33      | 1996 | Der Glöckner von Notre Dame                   | Gary Trousdale, Kirk Wise                                    | Der Glöckner von Notre Dame 2 |                                                                |
| 35                                | 34      | 1997 | Hercules                                      | Ron Clements, John Musker                                    | Hercules: Zero to Hero |                                                                |
| 36                                | 35      | 1998 | Mulan                                         | Barry Cook, Tony Bancroft                                    | Mulan 2 | Mulan                                                          |
| 37                                | 36      | 1999 | Tarzan                                        | Kevin Lima, Chris Buck                                       | Tarzan & Jane, Tarzan 2 |                                                                |
| 38                                | 37      | 1999 | Fantasia 2000                                 | Eric Goldberg                                                | Fortsetzung zu Fantasia |                                                                |
| 39                                | 38      | 2000 | Dinosaurier                                   | Eric Leighton, Ralph Zondag                                  | |                                                                |
| 40                                | 39      | 2000 | Ein Königreich für ein Lama                   | Mark Dindal                                                  | Ein Königreich für ein Lama 2 – Kronks großes Abenteuer |                                                                |
| 41                                | 40      | 2001 | Atlantis – Das Geheimnis der verlorenen Stadt | Gary Trousdale, Kirk Wise                                    | Atlantis – Die Rückkehr |                                                                |
| 42                                | 41      | 2002 | Lilo & Stitch                                 | Dean Deblois, Christopher Sanders                            | Stitch & Co. – Der Film, Lilo & Stitch 2 – Stitch völlig abgedreht, Leroy & Stitch | Lilo & Stitch (2025)                                           |
| 43                                | 42      | 2002 | Der Schatzplanet                              | John Musker, Ron Clements                                    | |                                                                |
| 44                                | 43      | 2003 | Bärenbrüder                                   | Aaron Blaise, Robert Walker                                  | Bärenbrüder 2 |                                                                |
| 45                                | 44      | 2004 | Die Kühe sind los                             | William Finn, John Sanford                                   | |                                                                |
| 46                                | 45      | 2005 | Himmel und Huhn                               | Mark Dindal                                                  | |                                                                |
| -                                 | 46      | 2006 | Tierisch Wild                                 | Steve „Spaz“ Williams                                        | |                                                                |
| 47                                | 47      | 2007 | Triff die Robinsons                           | Stephen J. Anderson                                          | |                                                                |
| 48                                | 48      | 2008 | Bolt – Ein Hund für alle Fälle                | Chris Williams, Byron Howard                                 | |                                                                |
| 49                                | 49      | 2009 | Küss den Frosch                               | John Musker, Ron Clements                                    | |                                                                |
| 50                                | 50      | 2010 | Rapunzel – Neu verföhnt                       | Glen Keane, Nathan Greno, Byron Howard                       | |                                                                |
| 51                                | 51      | 2011 | Winnie Puuh                                   | Stephen J. Anderson, Don Hall                                | Fortsetzung zu Die vielen Abenteuer von Winnie Puuh, Winnie Puuh auf großer Reise, Winnie Puuh – Lustige Jahreszeiten im Hundertmorgenwald, Tiggers großes Abenteuer, Winnie Puuh – Honigsüße Weihnachtszeit, Ferkels großes Abenteuer, Winnie Puuh – Spaß im Frühling, Heffalump – Ein neuer Freund für Winnie Puuh, Winnie Puuhs Gruselspaß mit Heffalump | Christopher Robin                                              |
| 52                                | 52      | 2012 | Ralph reichts                                 | Rich Moore                                                   | Chaos im Netz |                                                                |
| 53                                | 53      | 2013 | Die Eiskönigin – Völlig unverfroren           | Chris Buck, Jennifer Lee                                     | Die Eiskönigin II |                                                                |
| 54                                | 54      | 2014 | Baymax – Riesiges Robowabohu                  | Don Hall, Chris Williams                                     | |                                                                |
| 55                                | 55      | 2016 | Zoomania                                      | Byron Howard, Rich Moore                                     | Zoomania 2 |                                                                |
| 56                                | 56      | 2016 | Vaiana                                        | Ron Clements, John Musker                                    | Vaiana 2 |                                                                |
| 57                                | 57      | 2018 | Chaos im Netz                                 | Rich Moore, Phil Johnston                                    | Fortsetzung zu Ralph reichts |                                                                |
| 58                                | 58      | 2019 | Die Eiskönigin II                             | Jennifer Lee, Chris Buck                                     | Fortsetzung zu Die Eiskönigin – Völlig unverfroren |                                                                |
| 59                                | 59      | 2021 | Raya und der letzte Drache                    | Carlos López Estrada, Don Hall                               | |                                                                |
| 60                                | 60      | 2021 | Encanto                                       | Byron Howard, Jared Bush                                     | |                                                                |
| 61                                | 61      | 2022 | Strange World                                 | Don Hall                                                     | |                                                                |
| 62                                | 62      | 2023 | Wish                                          | Chris Buck Fawn Veerasunthorn                                | |                                                                |
| 63                                | 63      | 2024 | Vaiana 2                                      | David G. Derrick Jr., Dana Ledoux Miller, Jason Hand         | Fortsetzung zu Vaiana |                                                                |
| Anmerkungen: 1. 2. 3. 4. 5. 6. 7. |         |      |                                               |                                                              | |                                                                |

## Neuverfilmungen der „Disney-Meisterwerke“
Viele Zeichentrickklassiker der Disney Studios werden real verfilmt beziehungsweise deren Vorbildgeschichte als Realfilme neu adaptiert. In der Regel wird darauf geachtet, dass sich die Filme optisch und inhaltlich am Original orientieren. Außerdem werden Fortsetzungen oder Prequels zu den Realfilmen produziert.

### Erschienen
| Jahr | Titel                                    | Vorbild                                    | Regisseur(e)        | Anmerkungen |
| ---- | ---------------------------------------- | ------------------------------------------ | ------------------- | --- |
| 1994 | Das Dschungelbuch                        | Das Dschungelbuch                          | Stephen Sommers     | Bei dieser Verfilmung handelt es sich um eine erneute Adaption der literarischen Vorlage von Rudyard Kipling, die sich lose am Original orientiert.                                                                    |
| 1996 | 101 Dalmatiner                           | 101 Dalmatiner                             | Stephen Herek       | Die Handlung des Films wurde modernisiert, orientiert sich jedoch stark am Originalfilm. Anders als in diesem, kommen in dem Film echte Tiere vor, die nicht reden können                                              |
| 2000 | 102 Dalmatiner                           | Fortsetzung von 101 Dalmatiner             | Kevin Lima          | Der Film setzt lediglich die Geschichte von Cruella De Vil und Pinsel, einem inzwischen erwachsen gewordenen Welpen aus dem ersten Film, fort.                                                                         |
| 2010 | Alice im Wunderland                      | Alice im Wunderland                        | Tim Burton          | Bei diesem Film handelt es sich eher um eine lose Neuadaption der literarischen Vorlage von Lewis Carroll, als eine direkte Realverfilmung des Klassikers. Lediglich einige Figuren und wenige Details sind identisch. |
| 2014 | Maleficent – Die dunkle Fee              | Dornröschen                                | Robert Stromberg    | Der Film orientiert sich zwar am Zeichentrickklassiker, jedoch wurde die Handlung so geändert, dass die Fee Maleficent die Protagonistin des Films ist, statt die Gegenspielerin.                                      |
| 2015 | Cinderella                               | Cinderella                                 | Kenneth Branagh     | Der Film enthält viele Handlungsstränge und Elemente aus dem Original, jedoch wurde auch einiges um- beziehungsweise dazugedichtet.                                                                                    |
| 2016 | The Jungle Book                          | Das Dschungelbuch                          | Jon Favreau         | Diese Version ist deutlich düsterer und dramatischer als das Original, trotzdem wurden viele Elemente aus diesem übernommen.                                                                                           |
| 2016 | Alice im Wunderland: Hinter den Spiegeln | Fortsetzung von Alice im Wunderland        | James Bobin         | Der Film ist sowohl Prequel als auch Sequel, da in dem Film durch Zeitreisen die Vorgeschichte der Figuren des Wunderlands erzählt wird.                                                                               |
| 2017 | Die Schöne und das Biest                 | Die Schöne und das Biest                   | Bill Condon         | Entspricht zum größten Teil dem Original |
| 2018 | Christopher Robin                        | Die vielen Abenteuer von Winnie Puuh       | Marc Forster        | Der Film setzt die Handlung der Zeichentrickklassiker fort, da er die Geschichte des erwachsen gewordenen Christopher Robin erzählt.                                                                                   |
| 2019 | Dumbo                                    | Dumbo                                      | Tim Burton          | Der Film orientiert sich inhaltlich lose an der Zeichentrickversion; nur einzelne Elemente und Details wurden übernommen                                                                                               |
| 2019 | Aladdin                                  | Aladdin                                    | Guy Ritchie         | Entspricht größtenteils dem Original; lediglich ein paar kleine Details wurden umgeändert und es gibt einige erweiterte Elemente.                                                                                      |
| 2019 | Der König der Löwen                      | Der König der Löwen                        | Jon Favreau         | Diese Version entspricht weitestgehend dem Original mit erweiterten Elementen; der Film ist (fast) vollständig computeranimiert (nur erste Szene).                                                                     |
| 2019 | Maleficent: Mächte der Finsternis        | Fortsetzung zu Maleficent – Die dunkle Fee | Joachim Rønning     | Fortsetzung zu dem Film von 2014; Maleficent ist hier wiederum die Hauptfigur. Inhaltlicher Bezug zum originalen Zeichentrickklassiker ist nicht mehr vorhanden.                                                       |
| 2019 | Susi und Strolch                         | Susi und Strolch                           | Charlie Bean        | Entspricht größtenteils dem Original; dieses Remake wurde nicht für das Kino, sondern für eine Veröffentlichung auf Disney+ konzipiert.                                                                                |
| 2020 | Mulan                                    | Mulan                                      | Niki Caro           | Der Film sollte ursprünglich im Kino erscheinen, wurde aber aufgrund der COVID-19-Pandemie exklusiv auf Disney+ veröffentlicht. Lieder und Nebencharaktere, wie der Drache Mushu, kommen im Realfilm nicht vor.        |
| 2021 | Cruella                                  | 101 Dalmatiner                             | Craig Gillespie     | Ableger, welcher sich mit der Vorgeschichte der Antagonistin Cruella de Vil auseinandersetzt. |
| 2022 | Pinocchio                                | Pinocchio                                  | Robert Zemeckis     | Der Film ist eine Kombination aus Realfilm-Aufnahmen und Computeranimationen. Er ist nicht für das Kino, sondern für eine Veröffentlichung auf Disney+ konzipiert.                                                     |
| 2023 | Peter Pan & Wendy                        | Peter Pan                                  | David Lowery        | Dieser Film ist für eine Veröffentlichung auf Disney+ konzipiert. |
| 2023 | Arielle, die Meerjungfrau                | Arielle, die Meerjungfrau                  | Rob Marshall        | |
| 2024 | Mufasa: Der König der Löwen              | Der König der Löwen                        | Barry Jenkins       | Der Film bildet ein Prequel zu Der König der Löwen und ist ebenfalls vollständig computeranimiert. |
| 2025 | Schneewittchen                           | Schneewittchen und die sieben Zwerge       | Marc Webb           | Der Film ist eine Kombination aus Realfilm-Aufnahmen und Computeranimationen. |
| 2025 | Lilo & Stitch                            | Lilo & Stitch                              | Dean Fleischer Camp | |

### Kommende Neuverfilmungen und Fortsetzungen
| Jahr | Titel  | Vorbild | Regisseur(e) | Anmerkungen |
| ---- | ------ | ------- | ------------ | ----------- |
| 2026 | Vaiana | Vaiana  | Thomas Kail  |             |

Disney plant Realverfilmungen zu Bambi, Die Hexe und der Zauberer, Aristocats und Hercules.

## Animationsfilme der Pixar Animation Studios
Diese computeranimierten Filme entstanden in Zusammenarbeit von Disney mit Pixar (1995–2004), bzw. nach der Übernahme Pixars durch Walt Disney.
| Nr. | Jahr | Titel                                     | Regisseur                                                             |
| --- | ---- | ----------------------------------------- | --------------------------------------------------------------------- |
| 1   | 1995 | Toy Story                                 | John Lasseter                                                         |
| 2   | 1998 | Das große Krabbeln                        | John Lasseter, Andrew Stanton (Koregisseur)                           |
| 3   | 1999 | Toy Story 2                               | John Lasseter, Lee Unkrich (Koregisseur), Ash Brannon (Koregisseur)   |
| 4   | 2001 | Die Monster AG                            | Pete Docter, Lee Unkrich (Koregisseur), David Silverman (Koregisseur) |
| 5   | 2003 | Findet Nemo                               | Andrew Stanton, Lee Unkrich (Koregisseur)                             |
| 6   | 2004 | Die Unglaublichen – The Incredibles       | Brad Bird                                                             |
| 7   | 2006 | Cars                                      | John Lasseter, Joe Ranft (Koregisseur)                                |
| 8   | 2007 | Ratatouille                               | Brad Bird, Jan Pinkava                                                |
| 9   | 2008 | WALL·E – Der Letzte räumt die Erde auf    | Andrew Stanton, Jim Capobianco                                        |
| 10  | 2009 | Oben                                      | Pete Docter, Bob Peterson                                             |
| 11  | 2010 | Toy Story 3                               | Lee Unkrich                                                           |
| 12  | 2011 | Cars 2                                    | John Lasseter, Brad Lewis (Koregisseur)                               |
| 13  | 2012 | Merida – Legende der Highlands            | Mark Andrews, Brenda Chapman, Steve Purcell (Koregisseur)             |
| 14  | 2013 | Die Monster Uni                           | Dan Scanlon                                                           |
| 15  | 2015 | Alles steht Kopf                          | Pete Docter, Ronaldo del Carmen (Koregisseur)                         |
| 16  | 2015 | Arlo & Spot                               | Peter Sohn                                                            |
| 17  | 2016 | Findet Dorie                              | Andrew Stanton, Angus MacLane                                         |
| 18  | 2017 | Cars 3: Evolution                         | Brian Fee                                                             |
| 19  | 2017 | Coco – Lebendiger als das Leben!          | Lee Unkrich                                                           |
| 20  | 2018 | Die Unglaublichen 2                       | Brad Bird                                                             |
| 21  | 2019 | A Toy Story: Alles hört auf kein Kommando | Josh Cooley                                                           |
| 22  | 2020 | Onward: Keine halben Sachen               | Dan Scanlon                                                           |
| 23  | 2020 | Soul                                      | Pete Docter                                                           |
| 24  | 2021 | Luca                                      | Enrico Casarosa                                                       |
| 25  | 2022 | Rot                                       | Domee Shi                                                             |
| 26  | 2022 | Lightyear                                 | Angus MacLane                                                         |
| 27  | 2023 | Elemental                                 | Peter Sohn                                                            |
| 28  | 2024 | Alles steht Kopf 2                        | Kelsey Mann                                                           |

## Kinofilme der DisneyToon Studios
| Nr.             | Jahr | Titel                                            | Regisseur                                                                                        |
| --------------- | ---- | ------------------------------------------------ | ------------------------------------------------------------------------------------------------ |
| 1               | 1990 | DuckTales: Der Film – Jäger der verlorenen Lampe | Gaëtan Brizzi, Paul Brizzi, Bob Hathcock, Clive Pallant, Mathias Marcos Rodric, Vincent Woodcock |
| 2               | 1995 | Goofy – Der Film                                 | Kevin Lima                                                                                       |
| 3               | 1999 | Doug – Der 1. Film                               | Maurice Joyce                                                                                    |
| 4               | 2000 | Tiggers großes Abenteuer                         | Jun Falkenstein                                                                                  |
| 5               | 2001 | Disneys Große Pause: Die geheime Mission         | Chuck Sheetz                                                                                     |
| 6               | 2002 | Peter Pan: Neue Abenteuer in Nimmerland          | Robin Budd, Donovan Cook (Koregisseur)                                                           |
| 7               | 2003 | Das Dschungelbuch 2                              | Steven Trenbirth                                                                                 |
| 8               | 2003 | Ferkels großes Abenteuer                         | Francis Glebas                                                                                   |
| 9               | 2004 | Disneys Klassenhund: Der Film                    | Tim Bjorklund, John Sanford                                                                      |
| 10              | 2005 | Heffalump – Ein neuer Freund für Winnie Puuh     | Frank Nissen                                                                                     |
| 11              | 2006 | Bambi 2 – Der Herr der Wälder                    | Brian Pimental                                                                                   |
| 12              | 2012 | Das Geheimnis der Feenflügel                     | Peggy Holmes, Robert Gannaway                                                                    |
| 13              | 2013 | Planes                                           | Klay Hall                                                                                        |
| 14              | 2014 | Tinkerbell und die Piratenfee                    | Peggy Holmes                                                                                     |
| 15              | 2014 | Planes 2 – Immer im Einsatz                      | Roberts Gannaway                                                                                 |
| 16              | 2015 | Tinkerbell und die Legende vom Nimmerbiest       | Steve Loter                                                                                      |
| Anmerkungen: 1. |      |                                                  |                                                                                                  |

## Direct-to-Video-Produktionen
Diese Filme wurden für eine Direct-to-Video-Veröffentlichung produziert und liefen somit in den meisten Ländern nicht im Kino. Häufig handelt es sich um Fortsetzungen eines Filmes der Meisterwerke-Reihe.
| Nr.                            | Jahr | Titel                                                         | Regisseur                                                                                              |
| 1                              | 1994 | Dschafars Rückkehr                                            | Toby Shelton, Tad Stones, Alan Zaslove                                                                 |
| 2                              | 1995 | Gargoyles – Der Film                                          | Greg Weisman                                                                                           |
| 3                              | 1996 | Aladdin und der König der Diebe                               | Tad Stones                                                                                             |
| 4                              | 1997 | Mighty Ducks the Movie: The First Face-off                    | |
| 5                              | 1997 | Winnie Puuh auf großer Reise                                  | Karl Geurs                                                                                             |
| 6                              | 1997 | Die Schöne und das Biest – Weihnachtszauber                   | Andy Knight                                                                                            |
| 7                              | 1998 | Belles zauberhafte Welt                                       | Cullen Blaine, Daniel De La Vega, Barbara Dourmashkin, Dale Kase, Bob Kline, Burt Medall, Mitch Rochon |
| 8                              | 1998 | Pocahontas 2 – Die Reise in eine neue Welt                    | Tom Ellery, Bradley Raymond                                                                            |
| 9                              | 1998 | Der König der Löwen 2 – Simbas Königreich                     | Darrell Rooney                                                                                         |
| 10                             | 1998 | Hercules: Zero to Hero                                        | Bob Kline                                                                                              |
| 11                             | 1999 | Winnie Puuh – Lustige Jahreszeiten im Hundertmorgenwald       | Harry Arends, Jun Falkenstein, Karl Geurs                                                              |
| 12                             | 1999 | Mickys fröhliche Weihnachten                                  | Alex Mann                                                                                              |
| 13                             | 2000 | Goofy nicht zu stoppen                                        | Ian Harrowell, Douglas McCarthy                                                                        |
| 14                             | 2000 | Captain Buzz Lightyear – Star Command – Das Abenteuer beginnt | Tad Stones                                                                                             |
| 15                             | 2000 | Arielle, die Meerjungfrau 2 – Sehnsucht nach dem Meer         | Jim Kammerud, Brian Smith                                                                              |
| 16                             | 2001 | Susi und Strolch 2: Kleine Strolche – Großes Abenteuer!       | Darrell Rooney, Jeannine Roussel                                                                       |
| 17                             | 2001 | Mickys großes Weihnachtsfest – Eingeschneit im Haus der Maus  | Tony Craig, Robert Gannaway, Rick Schneider                                                            |
| 18                             | 2001 | Disneys Große Pause – Fröhliche Weihnachten                   | Chuck Sheetz                                                                                           |
| 19                             | 2002 | Cinderella 2 – Träume werden wahr                             | John Kafka, Darrell Rooney                                                                             |
| 20                             | 2002 | Der Glöckner von Notre Dame 2                                 | Bradley Raymond                                                                                        |
| 21                             | 2002 | Tarzan & Jane                                                 | Steve Loter                                                                                            |
| 22                             | 2002 | Verschwörung der Superschurken                                | Jamie Mitchel                                                                                          |
| 23                             | 2002 | Winnie Puuh – Honigsüße Weihnachtszeit                        | Gary Katona, Ed Wexler                                                                                 |
| 24                             | 2003 | 101 Dalmatiner Teil 2 – Auf kleinen Pfoten zum großen Star!   | Jim Kammerud, Brian Smith                                                                              |
| 25                             | 2003 | Atlantis – Die Rückkehr                                       | Tad Stones, Toby Shelton, Victor Cook                                                                  |
| 26                             | 2003 | Stitch & Co. – Der Film                                       | Tony Craig, Robert Gannaway                                                                            |
| 27                             | 2003 | Disneys Große Pause: Die fünfte Klasse                        | Howy Parkins                                                                                           |
| 28                             | 2003 | Recess: All Growed Down                                       | Howy Parkins, Brenda Piluso                                                                            |
| 29                             | 2003 | Kim Possible: Mission zwischen den Zeiten                     | Mark McCorkle, Bob Schooley                                                                            |
| 30                             | 2004 | Der König der Löwen 3 – Hakuna Matata                         | Bradley Raymond                                                                                        |
| 31                             | 2004 | Winnie Puuh – Spaß im Frühling                                | Saul Andrew Blinkoff, Eliot M. Bour                                                                    |
| 32                             | 2004 | Micky, Donald, Goofy – Die drei Musketiere                    | Donovan Cook                                                                                           |
| 33                             | 2004 | Mickys turbulente Weihnachtszeit                              | Matthew O’Callaghan                                                                                    |
| 34                             | 2004 | Mulan 2                                                       | Tony Bancroft Barry Cook                                                                               |
| 35                             | 2005 | Tarzan 2                                                      | Brian Smith                                                                                            |
| 36                             | 2005 | Lilo & Stitch 2 – Stitch völlig abgedreht                     | Michael LaBash, Anthony Leondis                                                                        |
| 37                             | 2005 | Winnie Puuhs Gruselspaß mit Heffalump                         | Saul Andrew Blinkhoff, Eliot M. Bour                                                                   |
| 38                             | 2005 | Ein Königreich für ein Lama 2 – Kronks großes Abenteuer       | Saul Andrew Blinkoff, Elliott M. Bour                                                                  |
| 39                             | 2005 | Kim Possible – Der Film: Invasion der Roboter                 | Mark McCorkle, Bob Schooley                                                                            |
| 40                             | 2006 | Leroy & Stitch                                                | Tony Craig, Bobs Gannaway                                                                              |
| 41                             | 2006 | Bärenbrüder 2                                                 | Ben Gluck                                                                                              |
| 42                             | 2007 | Cap und Capper 2 – Hier spielt die Musik                      | Jim Kammerud                                                                                           |
| 43                             | 2007 | Cinderella – Wahre Liebe siegt                                | Frank Nissen                                                                                           |
| 44                             | 2008 | Arielle, die Meerjungfrau – Wie alles begann                  | Peggy Holmes                                                                                           |
| 45                             | 2008 | Tinker Bell                                                   | Bradley Raymond                                                                                        |
| 46                             | 2009 | Tinkerbell – Die Suche nach dem verlorenen Schatz             | Klay Hall                                                                                              |
| 47                             | 2010 | Tinkerbell – Ein Sommer voller Abenteuer                      | Bradley Raymond                                                                                        |
| Anmerkungen: 1. 2. 3. 4. 5. 6. |      |                                                               | |

## Andere von Disney veröffentlichte Animationsfilme
| Nr.                            | Jahr | Titel                        | Regisseur             |
| 1                              | 1986 | Disneys sprechende Hunde     | Fred Wolf             |
| 2                              | 1993 | Nightmare Before Christmas   | Henry Selick          |
| 3                              | 1996 | James und der Riesenpfirsich | Henry Selick          |
| 4                              | 2006 | Tierisch wild                | Steve „Spaz“ Williams |
| 5                              | 2009 | Eine Weihnachtsgeschichte    | Robert Zemeckis       |
| 6                              | 2011 | Gnomeo und Julia             | Kelly Asbury          |
| 7                              | 2011 | Milo und Mars                | Simon Wells           |
| 8                              | 2012 | Frankenweenie                | Tim Burton            |
| 9                              | 2015 | Strange Magic                | Gary Rydstrom         |
| Anmerkungen: 1. 2. 3. 4. 5. 6. |      |                              |                       |

## Mischfilme
Filme, in denen Real- und Animationsszenen kombiniert sind.
| Nr.                         | Jahr | Titel                                       | Regisseur                                                |
| 1                           | 1934 | Hollywood Party                             | Richard Boleslawski, Allan Dwain, Edmund Goulding        |
| 2                           | 1941 | Der Drache wider Willen                     | Alfred J. Werker                                         |
| 3                           | 1943 | Victory Through Air Power                   | James Algar, Clyde Geronimi, Jack Kinney                 |
| 4                           | 1946 | Onkel Remus’ Wunderland                     | Harve Foster (Realfilm), Wilfred Jackson (Animation)     |
| 5                           | 1949 | Ein Champion zum Verlieben                  | Harold D. Schuster, Hamilton Luske                       |
| 6                           | 1964 | Mary Poppins                                | Robert Stevenson                                         |
| 7                           | 1971 | Die tollkühne Hexe in ihrem fliegenden Bett | Robert Stevenson                                         |
| 8                           | 1977 | Elliot, das Schmunzelmonster                | Don Chaffey                                              |
| 9                           | 1988 | Falsches Spiel mit Roger Rabbit             | Robert Zemeckis (Realfilm), Richard Williams (Animation) |
| 10                          | 2003 | Popstar auf Umwegen                         | Jim Fall                                                 |
| 11                          | 2007 | Verwünscht                                  | Kevin Lima                                               |
| 12                          | 2009 | G-Force – Agenten mit Biss                  | Hoyt Yeatman                                             |
| 13                          | 2013 | Saving Mr. Banks                            | John Lee Hancock                                         |
| 14                          | 2016 | Elliot, der Drache                          | David Lowery                                             |
| 15                          | 2018 | Mary Poppins’ Rückkehr                      | Rob Marshall                                             |
| 16                          | 2020 | Ruf der Wildnis                             | Chris Sanders                                            |
| 17                          | 2022 | Chip und Chap: Die Ritter des Rechts        | Akiva Schaffer                                           |
| Anmerkungen: 1. 2. 3. 4. 5. |      |                                             |                                                          |

## Von Disney vermarktete Animationsfilme

### Kinofilme
| Nr.                | Jahr | Titel                              | Produktionsfirma                                                                                   | Herausgegeben von Disney in             | Regisseur                           |
| 1                  | 1987 | Der tapfere kleine Toaster         | Hyperion Pictures                                                                                  | Nordamerika                             | Jerry Rees                          |
| 2                  | 1993 | Tom & Jerry – Der Film             | Turner Pictures Worldwide                                                                          | Nordamerika                             | Phil Roman                          |
| 3                  | 1995 | Arabian Knight                     | Richard Williams Productions                                                                       | Nordamerika, Japan                      | Richard Williams                    |
| 4                  | 1997 | Prinzessin Mononoke                | Studio Ghibli                                                                                      | Nordamerika                             | Hayao Miyazaki, Toshio Suzuki       |
| 5                  | 2002 | Chihiros Reise ins Zauberland      | Studio Ghibli                                                                                      | Nordamerika                             | Hayao Miyazaki, Toshio Suzuki       |
| 6                  | 2002 | Pokémon 4 – Die zeitlose Begegnung | The Pokémon Company, Shōgakukan                                                                    | Nordamerika, Großbritannien, Australien | Norman Grossfield, Yukako Matsusako |
| 7                  | 2003 | Pokémon Heroes – Der Film          | The Pokémon Company, Shōgakukan                                                                    | Nordamerika, Großbritannien, Australien | Norman Grossfield, Yukako Matsusako |
| 8                  | 2005 | Das wandelnde Schloss              | Studio Ghibli                                                                                      | Nordamerika                             | Hayao Miyazaki, Toshio Suzuki       |
| 9                  | 2005 | Valiant                            | Vanguard Animation, Ealing Studios, UK Film Council, Take Film Partnerships, Odyssey Entertainment | Nordamerika                             | Gary Chapman                        |
| 10                 | 2006 | Renaissance                        | France 2 Cinéma                                                                                    | Nordamerika                             | Aton Soumache, Alexis Vonarb        |
| Anmerkungen: 1. 2. |      |                                    | |                                         |                                     |

### Direct-to-Video-Produktionen
Sortiert nach DVD/VHS – Erscheinungsdatum
- 1996: Sailor Moon – Gefährliche Blumen
- 1996: Sailor Moon – Schneeprinzessin Kaguya
- 1996: Sailor Moon – Reise ins Land der Träume
- 1997: Der blaue Pfeil (released by Miramax Films)
- 2004: Pokémon: Jirachi Wishmaker (released by Miramax Films)
- 2005: Pokémon: Destiny Deoxys (released by Miramax Films)

## Realfilme (Auswahlen)
Siehe auch: Liste der Disney Live Action Remakes und Adaptionen von Disney-Animationsfilmen

### Komödien
- 1959: Mein Freund Stubbs (Toby Tyler: Or, ten Weeks with a Circus)
- 1961: Die Vermählung ihrer Eltern geben bekannt (The Parent Trap)
- 1962: Champagner in Paris (Bon Voyage!)
- 1962: Ein Gruß aus Wien (Almost Angels)
- 1965: Eine Uni voller Affen (The Monkey’s Uncle)
- 1965: Alles für die Katz (That Darn Cat!)
- 1966: Geliebter Haustyrann (The Ugly Dachshund)
- 1968: Ein toller Käfer (The Love Bug)
- 1969: Ein dicker Hund (My Dog, the Thief) (TV)
- 1971: Die Millionen-Dollar-Ente
- 1971: Der barfüßige Generaldirektor (The Barefoot Executive)
- 1972: Es kracht – es zischt – zu seh’n ist nischt (Now You See Him, Now You Don’t)
- 1973: Big Boy – Der aus dem Dschungel kam (The World’s Greatest Athlete)
- 1974: Herbie groß in Fahrt (Herbie Rides Again)
- 1975: Wer hat unseren Dinosaurier geklaut? (One of Our Dinosaurs Is Missing)
- 1976: Ein ganz verrückter Freitag (Freaky Friday)
- 1977: Der tolle Käfer in der Rallye Monte Carlo (Herbie Goes to Monte Carlo)
- 1978: Die Katze aus dem Weltraum (The Cat from Outer Space)
- 1979: Muppet Movie (The Muppet Movie)
- 1980: Herbie dreht durch (Herbie Goes Bananas)
- 1981: Die große Muppet-Sause (The Great Muppet Caper)
- 1981: Zum Teufel mit Max
- 1985: Teen Academy
- 1986: Nikki und Mary – Die 5-Minuten-Ehe (The Parent Trap II)
- 1989: Liebling, ich habe die Kinder geschrumpft (Honey, I Shrunk the Kids)
- 1992: Liebling, jetzt haben wir ein Riesenbaby (Honey, I Blew Up the Kid)
- 1992: Mighty Ducks – Das Superteam (The Mighty Ducks)
- 1992: Mein unsichtbarer Freund (Day-O)
- 1993: Cool Runnings – Dabei sein ist alles (Cool Runnings)
- 1993: Hocus Pocus
- 1994: Angels – Engel gibt es wirklich! (Angels in the Outfield)
- 1994: Mac Millionär – Zu clever für ’nen Blanko-Scheck (Blank Check)
- 1994: Mighty Ducks II – Das Superteam kehrt zurück (D2: The Mighty Ducks)
- 1995: (K)ein Vater gesucht (Man of the House)
- 1995: The Big Green – Ein unschlagbares Team (The Big Green)
- 1996: Wenn Wünsche in Erfüllung gehen (Wish Upon a Star)
- 1996: Susie Q – Engel in Pink (Susie Q)
- 1996: Mighty Ducks III – Jetzt mischen sie die Highschool auf
- 1997: Liebling, jetzt haben wir uns geschrumpft (Honey, We Shrunk Ourselves)
- 1997: Flubber
- 1997: Dieser verflixte Kater (The Darn Cat Remake des Films von 1965)
- 1997: George – Der aus dem Dschungel kam (George of the Jungle)
- 1997: Ein toller Käfer kehrt zurück (The Love Bug)
- 1997: Aus dem Dschungel, in den Dschungel (Jungle 2 Jungle)
- 1997: Air Bud – Champion auf vier Pfoten (Air Bud)
- 1998: Air Bud 2 – Golden Receiver
- 1998: Eine wüste Bescherung (I’ll Be Home for Christmas)
- 1998: Ein Zwilling kommt selten allein (The Parent Trap)
- 1999: Inspektor Gadget (Inspecteur Gadget)
- 1999: Das Haus der Zukunft (Smart House)
- 1999: Annie – Weihnachten einer Waise
- 1999: Mr. Magoo
- 2000: Zum Leben erweckt (Life-Size)
- 2000: The Kid – Image ist alles (The Kid)
- 2000: Air Bud 3 – Ein Hund für alle Bälle
- 2000: Die Bowling Gang (Alley Cats Strike)
- 2000: Surfer Girls (Rip Girls)
- 2001: Plötzlich Prinzessin (The Princess Diaries)
- 2002: Air Bud 4 – Mit Baseball bellt sich’s besser
- 2002: Snowdogs – Acht Helden auf vier Pfoten (Snow Dogs)
- 2002: Soldat Kelly (Cadet Kelly)
- 2003: Air Bud 5 – Vier Pfoten schlagen auf
- 2003: Freaky Friday – Ein voll verrückter Freitag (Freaky Friday)
- 2003: George, der aus dem Dschungel kam 2 (George of the Jungle 2)
- 2003: Popstar auf Umwegen (The Lizzie McGuire Movie)
- 2003: Inspektor Gadget 2 (Inspector Gadget 2)
- 2004: Plötzlich Prinzessin 2 (The Princess Diaries 2: Royal Engagement)
- 2004: Bekenntnisse einer Highschool-Diva (Confessions of a Teenage Drama Queen)
- 2005: Herbie Fully Loaded – Ein toller Käfer startet durch (Herbie: Fully Loaded)
- 2005: Der Babynator (The Pacifier)
- 2005: Die Eisprinzessin (Ice Princess)
- 2005: Sky High – Diese Highschool hebt ab! (Sky High)
- 2006: Hilfe, mein Tagebuch ist ein Bestseller (Read It and Weep)
- 2006: Air Buddies – Die Welpen sind los (Air Buddies)
- 2007: Daddy ohne Plan (The Game Plan)
- 2008: Snow Buddies – Abenteuer in Alaska
- 2008: Beverly Hills Chihuahua
- 2008: College Road Trip
- 2009: Space Buddies – Mission im Weltraum
- 2009: Santa Buddies – Auf der Suche nach Santa Pfote (Santa Buddies Here Comes Santa Pows)
- 2009: G-Force – Agenten mit Biss (G-Force)
- 2009: Old Dogs – Daddy oder Deal (Old Dogs)
- 2009: Prinzessinnen Schutzprogramm (Princess Protection Program)
- 2010: Du schon wieder (You Again)
- 2011: Die Muppets (The Muppets)
- 2011: Beverly Hills Chihuahua 2
- 2011: Spooky Buddies – Der Fluch des Hallowuff-Hunds
- 2012: Beverly Hills Chihuahua 3 – Viva la Fiesta!
- 2012: Treasure Buddies – Schatzschnüffler in Ägypten
- 2013: Super Buddies
- 2014: Die Coopers – Schlimmer geht immer (Alexander and the Terrible, Horrible, No Good, Very Bad Day)
- 2014: Muppets Most Wanted
- 2022: Bühne frei für Nate!
- 2022: Hollywood Stargirl
- 2022: Hocus Pocus 2
- 2023: Geistervilla (Haunted Mansion)

### Fantasy
- 1959: Der unheimliche Zotti (The Shaggy Dog)
- 1959: Das Geheimnis der verwunschenen Höhle (Darby O’Gill and the Little People)
- 1962: Der Prinz und der Bettelknabe (The Prince and the Pauper)
- 1967: Die abenteuerliche Reise ins Zwergenland (The Gnome-Mobile)
- 1968: Käpt’n Blackbeards Spuk-Kaschemme (Blackbeard’s Ghost)
- 1975: Die Flucht zum Hexenberg (Escape to Witch Mountain)
- 1976: Zotti, das Urviech (The Shaggy D.A.)
- 1978: Der Sieg der Sternenkinder (Return from Witch Mountain)
- 1981: Der Drachentöter (Dragonslayer)
- 1985: Oz – Eine fantastische Welt (Return to Oz)
- 1992: Die Muppets-Weihnachtsgeschichte (The Muppet Christmas Carol)
- 1994: Santa Clause – Eine schöne Bescherung (The Santa Clause)
- 1996: Muppets – Die Schatzinsel (Muppet Treasure Island)
- 2000: Geppetto, der Spielzeugmacher (Geppetto)
- 2002: Santa Clause 2 – Eine noch schönere Bescherung (The Santa Clause 2)
- 2005: Die Chroniken von Narnia: Der König von Narnia (The Chronicles of Narnia: The Lion, the Witch and the Wardrobe)
- 2005: Muppets: Der Zauberer von Oz (The Muppets’ Wizard of Oz)
- 2006: Santa Clause 3 – Eine frostige Bescherung (The Santa Clause 3: The Escape Clause)
- 2006: Shaggy Dog – Hör mal, wer da bellt (The Shaggy Dog)
- 2007: Brücke nach Terabithia (Bridge to Terabithia)
- 2007: Verwünscht (Enchanted)
- 2008: Die Chroniken von Narnia: Prinz Kaspian von Narnia (The Chronicles of Narnia: Prince Caspian)
- 2008: Bedtime Stories
- 2008: Hexe Lilli – Der Drache und das magische Buch
- 2009: Prinzessinnen Schutzprogramm (Princess Protection Program)
- 2009: Die Zauberer vom Waverly Place – Der Film (Wizards of Waverly Place: The Movie)
- 2009: Disneys Eine Weihnachtsgeschichte (A Christmas Carol)
- 2010: Prince of Persia: Der Sand der Zeit (Prince of Persia: The Sands of Time)
- 2010: Duell der Magier (The Sorcerer’s Apprentice)
- 2011: Hexe Lilli – Die Reise nach Mandolan
- 2012: John Carter – Zwischen zwei Welten (John Carter)
- 2013: Die fantastische Welt von Oz (Oz the Great and Powerful)
- 2014: Into the Woods
- 2015: Descendants – Die Nachkommen (Descendants)
- 2017: Descendants 2 – Die Nachkommen (Descendants 2)
- 2018: Der Nussknacker und die vier Reiche (The Nutcracker and the Four Realms)
- 2019: Descendants 3 – Die Nachkommen (Descendants 3)
- 2022: Verwünscht nochmal (Disenchanted)

### Musicalfilme
- 1964: Mary Poppins
- 1967: Der glücklichste Millionär (The Happiest Millionaire)
- 1992: Die Muppets-Weihnachtsgeschichte (The Muppet Christmas Carol)
- 1992: Die Zeitungsjungen (Newsies)
- 1997: Cinderella (Rodger & Hammerstein’s Cinderella)
- 2002: Die Country Bears – Hier tobt der Bär (The Country Bears)
- 2003: Cheetah Girls – Wir werden Popstars (The Cheetah Girls)
- 2006: Cheetah Girls – Auf nach Spanien (The Cheetah Girls 2)
- 2006: High School Musical
- 2007: High School Musical 2
- 2007: Jump In!
- 2008: Cheetah Girls: One World (The Cheetah Girls: One World)
- 2008: High School Musical 3: Senior Year
- 2008: Camp Rock
- 2009: Hannah Montana – Der Film (Hannah Montana: The Movie)
- 2010: Camp Rock 2: The Final Jam
- 2010: StarStruck – Der Star, der mich liebte (StarStruck)
- 2011: Lemonade Mouth – Die Geschichte einer Band (Lemonade Mouth)
- 2011: Movie Star – Küssen bis zum Happy End (Geek Charming)
- 2013: Teen Beach Movie
- 2014: Into the Woods
- 2015: Teen Beach 2
- 2015: Descendants – Die Nachkommen (Descendants)
- 2017: Descendants 2 – Die Nachkommen (Descendants 2)
- 2018: Zombies (Zombies)
- 2018: Mary Poppins Rückkehr
- 2019: Descendants 3 – Die Nachkommen (Descendants 3)
- 2020: Zombies 2
- 2022: Zombies 3

### Science-Fiction
- 1954: 20.000 Meilen unter dem Meer (20,000 Leagues Under the Sea)
- 1961: Der fliegende Pauker (The Absent Minded Professor)
- 1963: Der Pauker kann’s nicht lassen (Son of Flubber)
- 1964: Die übersinnlichen Abenteuer des Merlin Jones (The Misadventures of Merlin Jones), auch Der Mann, der zuviel wußte
- 1969: Superhirn in Tennisschuhen (The Computer Wore Tennis Shoes)
- 1972: Es kracht – es zischt – zu seh’n ist nischt (Now You See Him, Now You Don’t)
- 1974: Insel am Ende der Welt (The Island at the Top of the World)
- 1978: Die Katze aus dem Weltraum (The Cat from Outer Space)
- 1979: König Artus und der Astronaut (Unidentified Flying Oddball)
- 1979: Das schwarze Loch (The Black Hole)
- 1982: Tron
- 1998: Armageddon – Das jüngste Gericht (Armageddon)
- 1999: Der Onkel vom Mars (My Favorite Martian)
- 1999: Zenon, die kleine Heldin des 21sten Jahrhunderts (Zenon: Girl of the 21st Century)
- 2001: Zenon II – Das Abenteuer geht weiter
- 2004: Zenon III – Das Rennen zum Mond
- 2009: Die Jagd zum magischen Berg (Race to Witch Mountain)
- 2010: Tron: Legacy
- 2012: John Carter – Zwischen zwei Welten (John Carter)
- 2012: Marvel’s The Avengers (The Avengers)
- 2013: Iron Man 3
- 2013: Thor – The Dark Kingdom (Thor: The Dark World)
- 2014: The Return of the First Avenger (Captain America: The Winter Soldier)
- 2014: Guardians of the Galaxy
- 2015: Avengers: Age of Ultron
- 2015: A World Beyond (Tomorrowland)
- 2015: Ant-Man
- 2015: Star Wars: Das Erwachen der Macht (Star Wars: The Force Awakens)
- 2016: The First Avenger: Civil War (Captain America: Civil War)
- 2016: Doctor Strange
- 2016: Rogue One: A Star Wars Story
- 2017: Guardians of the Galaxy Vol. 2
- 2017: Spider-Man: Homecoming
- 2017: Thor: Tag der Entscheidung (Thor: Ragnarok)
- 2017: Star Wars: Die letzten Jedi (Star Wars: The Last Jedi)
- 2018: Black Panther
- 2018: Das Zeiträtsel (A Wrinkle in Time)
- 2018: Avengers: Infinity War
- 2018: Solo: A Star Wars Story
- 2018: Ant-Man and the Wasp
- 2019: Captain Marvel
- 2019: Avengers: Endgame
- 2019: Spider-Man: Far From Home
- 2019: Star Wars: Der Aufstieg Skywalkers (Star Wars: The Rise of Skywalker)
- 2021: Black Widow
- 2021: Shang-Chi and the Legend of the Ten Rings
- 2021: Eternals
- 2021: Spider-Man: No Way Home
- 2022: Doctor Strange in the Multiverse of Madness
- 2022: Thor: Love and Thunder
- 2022: Black Panther: Wakanda Forever
- 2022: Avatar: The Way of Water
- 2023: Ant-Man and the Wasp: Quantumania
- 2023: Guardians of the Galaxy Vol. 3
- 2023: The Marvels

### Abenteuer
- 1950: Die Schatzinsel (Treasure Island)
- 1952: Robin Hood, Rebell des Königs (The Story of Robin Hood and His Merrie Men, aka The Story of Robin Hood)
- 1953: Eine Prinzessin verliebt sich (The Sword and the Rose; aka When Knighthood Was in Flower)
- 1954: Rob Roy – Der königliche Rebell (Rob Roy, the Highland Rogue)
- 1955: Der kleine Rebell (The Littlest Outlaw)
- 1957: Johnny Tremain
- 1957: Sein Freund Jello (Old Yeller)
- 1960: Entführt – Die Abenteuer des David Balfour (Kidnapped)
- 1960: Dschungel der 1000 Gefahren (Swiss Family Robinson)
- 1961: Nicki, Held des Nordens (Nikki, Wild Dog of the North)
- 1962: Die Abenteuer des Kapitän Grant (In Search of the Castaways)
- 1962: Mein Freund Red (Big Red)
- 1962: Lobo, der Wolf (The Legend of Lobo)
- 1963: Die unglaubliche Reise (The Incredible Journey)
- 1964: Emil und die Detektive (Emil and the Detectives)
- 1964: Der Millionenschatz (The Moon-Spinners)
- 1966: Vierzig Draufgänger (Follow Me, Boys!)
- 1967: Der einsame Puma (Charlie, the Lonesome Cougar)
- 1968: Das geheimnisvolle Treffen in Boyne Castle (Guns in the Heather)
- 1971: Auf der Suche nach der silbernen Glocke (The Boy From Dead Man’s Bayou)
- 1972: Flucht in die Wildnis
- 1972: Die Promenadenmischung (The Biscuit Eater)
- 1972: Chandar, der schwarze Leopard (Chandar, the Black Leopard of Ceylon)
- 1972: Die Flucht des Pumas (Run, Cougar, run)
- 1974: Südsee Cowboy (The Castaway Cowboy)
- 1974: Insel am Ende der Welt (The Island at the Top of the World)
- 1976: Der Goldschatz von Matecumbe (Matecumbe)
- 1977: Abenteuer auf Schloß Candleshoe (Candleshoe)
- 1980: Popeye – Der Seemann mit dem harten Schlag (Popeye)
- 1980: Bruchlandung im Paradies (The Last Flight of Noah’s Ark)
- 1981: Condorman
- 1985: Die Abenteuer der Natty Gann (The Journey of Natty Gann)
- 1986: Seine letzte Chance (The Christmas Star)
- 1987: Zottis tolle Abenteuer
- 1987: Benji – Sein größtes Abenteuer
- 1990: Gestrandet (Håkon Håkonsen)
- 1991: Wolfsblut (White Fang)
- 1993: Die Abenteuer von Huck Finn (The Adventures of Huck Finn)
- 1993: Die drei Musketiere (The Three Musketeers)
- 1993: Zurück nach Hause – Die unglaubliche Reise (Homeward Bound: The Incredible Journey)
- 1994: Iron Will – Der Wille zum Sieg (Iron Will)
- 1994: Wolfsblut 2 – Das Geheimnis des weißen Wolfes
- 1995: Operation Dumbo
- 1995: Tom und Huck
- 1996: Ein tierisches Trio wieder unterwegs
- 1998: Mein großer Freund Joe (Mighty Joe Young)
- 2001: Gwyn – Prinzessin der Diebe (Princess of Thieves)
- 2003: Das Geheimnis von Green Lake (Holes)
- 2003: Fluch der Karibik (Pirates of the Caribbean: The Curse of the Black Pearl)
- 2004: Das Vermächtnis der Tempelritter (National Treasure)
- 2005: Der schwarze Hengst – Wie alles begann
- 2006: Antarctica – Gefangen im Eis (Eight Below)
- 2006: Pirates of the Caribbean – Fluch der Karibik 2 (Pirates of the Caribbean: Dead Man’s Chest)
- 2007: Pirates of the Caribbean – Am Ende der Welt (Pirates of the Caribbean: At World’s End)
- 2007: Underdog – Unbesiegt weil er fliegt (Underdog)
- 2007: Das Vermächtnis des geheimen Buches (National Treasure: Book of Secrets)
- 2010: Secretariat – Ein Pferd wird zur Legende
- 2011: Pirates of the Caribbean – Fremde Gezeiten (Pirates of the Caribbean: On Stranger Tides)
- 2017ː Pirates of the Caribbean: Salazars Rache (Pirates of the Caribbean: Dead Men Tell No Tales)
- 2019: Kim Possible

### Western
- 1955: Davy Crockett, König der Trapper (Davy Crockett, King of the Wild Frontier)
- 1956: Flußpiraten (Davy Crockett and the River Pirates)
- 1956: In geheimer Mission (The Great Locomotive Chase)
- 1956: Zug der Furchtlosen (Westward Ho the Wagons!)
- 1958: Das Herz eines Indianers (The Light in the Forest)
- 1958: Sie nannten ihn Comantsche (Tonka)
- 1960: Ten Who Dared
- 1963: Im Tal der Apachen (Savage Sam)
- 1967: Bullwhip Griffin oder Goldrausch in Kalifornien (The Adventures of Bullwhip Griffin)
- 1969: Die Jagd nach dem Pferdedieb (Ride a Northbound Horse)
- 1971: Cowboy John – Der letzte Held im wilden Westen (Scandalous John)
- 1973: Ein Kamel im Wilden Westen
- 1975: Die Semmelknödel-Bande (The Apple Dumpling Gang)
- 1978: Heiße Schüsse, kalte Füße (Hot Lead and Cold Feet)
- 1979: Die Rückkehr der Semmelknödelbande (The Apple Dumpling Gang Rides Again)
- 2013: Lone Ranger (The Lone Ranger)

### Drama
- 1960: Alle lieben Pollyanna (Pollyanna)
- 1963: Flucht der weißen Hengste (Miracle of the White Stallions)
- 1964: Die drei Leben von Thomasina (The Three Lives of Thomasina)
- 1969: Ein Frechdachs im Maisbeet (Rascal)
- 1978: Die gläserne Puppe (Child of Glass)
- 1981: Mit dem Wind nach Westen (Night Crossing)
- 1981: Amy – Die Stunde der Wahrheit (Amy)
- 1983: Wenn die Wölfe heulen (Never Cry Wolf)
- 1985: Wenn Träume wahr wären (One Magic Christmas)
- 1993: Die Spur des Windes – Das letzte große Abenteuer (A Far Off Place)
- 1997: Oliver Twist
- 2000: The Miracle Worker – Wunder geschehen (The Miracle Worker)
- 2000: Bounce – Eine Chance für die Liebe (Bounce)
- 2000: Gegen jede Regel (Remember the Titans)
- 2002: Bis in alle Ewigkeit (Tuck Everlasting)
- 2002: Lass Dir was einfallen! (Get a Clue)
- 2004: Miracle – Das Wunder von Lake Placid (The Miracle)
- 2006: Spiel auf Sieg (Glory Road)
- 2006: Unbesiegbar – Der Traum seines Lebens (Invincible)
- 2006: Antarctica – Gefangen im Eis (Eight Below)
- 2013: Saving Mr. Banks
- 2016: The Finest Hours
- 2019: Togo
- 2022: Rise

### Dokumentarfilme
- 1948: Die Robbeninsel (Seal Island)
- 1950: Im Tal der Biber (In Beaver Valley)
- 1951: Erde, die große Unbekannte (Nature’s Half Acre)
- 1952: Der olympische Elch (The Olympic Elk)
- 1952: Wasservögel (Water Birds)
- 1953: Im Lande der Bären (Bear Country)
- 1953: Die Alligatoren der Everglades (Prowlers of the Everglades)
- 1953: The Alaskan Eskimo
- 1953: Die Wüste lebt (The Living Desert)
- 1954: Wunder der Prärie (The Vanishing Prairie)
- 1954: Siam – Land und Leute (Siam)
- 1955: Geheimnisse der Steppe (The African Lion)
- 1955: Switzerland
- 1955: Unternehmen Arktis (Men Against the Arctic)
- 1956: Sardinien (Sardinia)
- 1956: Disneyland, U.S.A.
- 1956: Samoa
- 1956: Geheimnisse des Lebens (Secrets of Life)
- 1957: Perris Abenteuer (Perri)
- 1957: Die blauen Männer von Marokko (The Blue Men of Morocco)
- 1957: Lapland
- 1957: Portugal
- 1958: Wales
- 1958: Scotland
- 1958: Seven Cities of Antarctica
- 1958: Weiße Wildnis (White Wilderness)
- 1958: Grand Canyon
- 1959: Wilde Katzen (Jungle Cat)
- 1959: Geheimnisse der Tiefe (Mysteries of the Deep)
- 1959: Cruise of the Eagle
- 1960: Ama Girls
- 1960: Japan
- 1960: The Danube
- 1960: Inseln im Meer (Islands of the Sea)
- 1961: Wunder der Wasserwelt (Wonders of the Water Worlds)
- 2007: Unsere Erde – Der Film (Earth)
- 2007: Der erste Schrei (Le premier cri)
- 2008: Auf purpurnen Schwingen – Das Geheimnis der Flamingos (The Crimson Wing: Mystery of the Flamingos)
- 2008: OceanWorld 3D
- 2009: Unsere Ozeane (Océans)
- 2011: Blüten – Boten des Lebens (Wings of Life)
- 2011: Im Reich der Raubkatzen (African Cats)[6][7]
- 2012: Schimpansen (Chimpanzee)
- 2014: Bären (Bears)[8][9]
- 2015: Im Reich der Affen (Monkey Kingdom)
- 2016: Aufwachsen in der Wildnis (Growing Up Wild)
- 2017: Born in China
- 2017: Die Reise der Pinguine 2 – Der Weg des Lebens (L’empereur)
- 2018: Delfine (Dolphin Reef)
- 2019: Penguins
- 2020: Elefanten (Elephant)
- 2022: Eisbären (Polar Bear)

### Grusel/Horror
- 1980: Schrei der Verlorenen (The Watcher in the Woods)
- 1987: Mr. Boogedy
- 1989: Die Monsterbraut
- 2003: Die Geistervilla (The Haunted Mansion)